# Drygawica
Drygawica – narzędzie rybackie. Trójścienne, sieciowe, oplątujące narzędzie, stosowane w połowach narzędziami zastawnymi. Składa się z trzech płatów tkaniny sieciowej obsadzonych na wspólnych linkach: podborze, nadborze i dwóch bocznych. Zewnętrzne ściany sieciowe, tzw. kraty (podrygi), wykonane są z grubej tkaniny sieciowej o oczkach o rozmiarze 100–300 mm. Pomiędzy kratami montowana jest sieć ok. 4 razy cieńsza o rozmiarze oczka 20–90 mm (w zależności od gatunku łowionych ryb), zwana jadrem. Specyficznie luźno obsadzone jadro sprzyja oplątywaniu ryb siecią. Drygawice mają długość do 50 m, wysokość 3 m. Służą najczęściej do połowu dużych ryb. Wyróżnia się drygawice węgorzowe, szczupakowe, linowe i leszczowe. Płynąca ryba przechodząc przez pierwsze duże oko kraty natrafia na gęstookie jadro i przeciąga je przez symetrycznie przeciwległe oczko kraty. W ten sposób oplątuje się wytworzoną kieszonką sieciowa. Połowy ryb drygawicami prowadzi się w ciągu całego roku, nierzadko również w zimie pod lodem w przybrzeżnych partiach zbiorników wodnych.